# Uji (klan)
För andra betydelser, se Uji (olika betydelser).
Uji var ett klansystem som infördes i Japan under Asukaperioden. Systemet var uppbyggt av uji, familjära eller pseudofamiljära organisationer som styrdes av ett familjeöverhuvud vars post gick i arv samt tillbedde en familjegud.

## Indelning
Med undantag av slavarna, som var utan rang, indelades uji i fem huvudgrupper baserat på deras anslutning till en av de traditionella, för titel och yrke avgörande kasterna eller rangklasserna ("kabanerna").
Den nedersta gruppen utgjordes av tomonotsuko, som ägnade sig åt något hantverk och som oftast härstammade från de yrkesutbildade koreanska och kinesiska invandrarna. Den nästa, inte mycket högre stående rangklassen bildades av den åkerbrukande lantbefolkningen, kunitsuko eller miyakko. Härefter följde muraji och omi, vilka åtnjöt politiska och sociala företrädesrättigheter och därför kan betraktas som det gamla Japans adel. De hade samma rang, men skilde sig åt i fråga om härstamningen. Muraji räknades som ättlingar dels till erövraren Jimmus följeslagare, dels till godsherrar som före honom hade invandrat till Honshu. Omi var avkomlingar till de av Jimmus stridskamrater som liksom han själv räknade sin härstamning från solgudinnan och som därför var anförvanter till det kejserliga huset. Detta senare, som utgjorde den femte gruppen, omfattade Jimmus egna efterkommande.
Såväl inom muraji- som omi-gruppen stod alltid en uji med ärftlig rätt i spetsen för de övriga, underordnade släktgrenarna (kouji). Hövdingarna för denna huvudätt bar titeln ōomi respektive ōmuraji (ō = stor).
Alla uji var mer eller mindre fast förenade under fursten över den mäktigaste ujin, som vid denna tid kallades sumeramikoto (= kejsaren).